# Samuel Adeniran
Samuel Oluwabukunmi Adeniran (* 30. September 1998 in Houston, Texas) ist ein US-amerikanischer Fußballspieler.

## Karriere
Adeniran begann seine Karriere in Portugal bei Belenenses Lissabon. Nach der Saison 2016/17 verließ er Belenenses. Nach einem halben Jahr ohne Verein wechselte er im Januar 2018 nach Spanien zur Reserve des CD Leganés. Zur Saison 2018/19 wurde er an den Viertligisten CD Guadalajara verliehen. Für Guadalajara erzielte er sieben Tore in 14 Einsätzen in der Tercera División. Im Januar 2019 wurde er an den Drittligisten CD Castellón weiterverliehen, für den er aber nie zum Zug kam.
Zur Saison 2019/20 wechselte Adeniran nach Deutschland zum Fünftligisten Kickers Emden. Für Emden absolvierte er 13 Spiele in der Oberliga, in denen er sechs Tore erzielte. Zur Saison 2020/21 wechselte er eine Liga höher zum Regionalligisten SV Atlas Delmenhorst. In Delmenhorst lief er siebenmal in der Regionalliga auf.
Im März 2021 wechselte er in die USA zu Tacoma Defiance, dem Farmteam der Seattle Sounders. Im Mai 2021 gab er sein Debüt für Tacoma in der USL Championship. Im Juli 2021 folgte dann sein erster Einsatz für Seattle in der Major League Soccer. Bis zum Ende der Saison 2021 kam er zu zwei Einsätzen in der MLS, für Tacoma erzielte er 13 Tore in 30 Einsätzen in der USL. In der Saison 2022 kam er zu weiteren zwei Einsätzen, ehe er im Juni 2022 an den San Antonio FC verliehen wurde. In San Antonio absolvierte er 20 Partien in der USL, in denen er zehnmal traf.
Zur Saison 2023 wechselte Adeniran anschließend innerhalb der MLS zu St. Louis City. Für St. Louis lief er viermal auf, ehe er im April 2023 ein zweites Mal nach San Antonio verliehen wurde. Nach weiteren sieben Einsätzen im US-amerikanischen Unterhaus kehrte er im Juni 2023 wieder nach St. Louis zurück. Dort war er fortan gesetzt und erzielte bis Saisonende acht Tore in weiteren 14 Spielen. In der Saison 2024 kam er zu 17 Einsätzen, ehe er im Juli 2024 zum Ligakonkurrenten Philadelphia Union wechselte. Für Philadelphia lief er bis Saisonende siebenmal auf, Tor erzielte er aber keines.
Im Januar 2025 wechselte der Stürmer zum österreichischen Bundesligisten LASK, bei dem er einen bis Mai 2028 laufenden Vertrag erhielt.